# Cuniów (przystanek kolejowy)
Cuniów (ukr. Цунів, ros. Цунев) – przystanek kolejowy w miejscowości Cuniów, w rejonie lwowskim, w obwodzie lwowskim, na Ukrainie.
Przystanek istniał przed II wojną światową.